# Friedrich Sixt
Pour les articles homonymes, voir Sixt.
Friedrich Sixt (né le 28 octobre 1895 à Munich et mort le 4 août 1976 à Munich) est un Generalleutnant allemand au sein de la Heer dans la Wehrmacht pendant la Seconde Guerre mondiale.
Il a été récipiendaire de la croix de chevalier de la croix de fer avec feuilles de chêne. La croix de chevalier de la croix de fer avec son grade supérieur, les feuilles de chêne, est attribuée en reconnaissance d'un acte d'une extrême bravoure ou d'un succès de commandement important du point de vue militaire.

## Biographie
Après son baccalauréat, il s'engage dans l'armée au milieu de l'année 1914 en tant que porte-drapeau. En 1915, il est lieutenant dans le 6e régiment d'artillerie de campagne (de) de la 5e division d'infanterie bavaroise.
Friedrich Sixt est capturé par les troupes britanniques en mai 1945 et reste en captivité jusqu'en 1947.

## Décorations
- Croix de fer (1914)
  - 2e classe (23 décembre 1915)
  - 1re classe (5 mai 1918)
- Insigne des blessés (1914)
  - en noir
- Croix d'honneur
- Agrafe de la croix de fer (1939)
  - 2e classe (28 septembre 1939)
  - 1re Classe (11 juin 1941)
- Insigne des blessés (1939)
  - en Argent
- Croix allemande en or (18 mai 1942)
- Ordre de Michel le Brave 3e classe (17 janvier 1944)
- Croix de chevalier de la croix de fer avec feuilles de chêne
  - Croix de chevalier le 17 décembre 1943 en tant que Generalleutnant et commandant de la 50. Infanterie-Division[1]
  - 772e feuilles de chêne le 11 mars 1945 en tant que Generalleutnant et commandant de la 5. Jäger-Division[2]
- Mentionné dans le bulletin radiophonique Wehrmachtbericht (12 septembre 1944)